# Karol Sidor

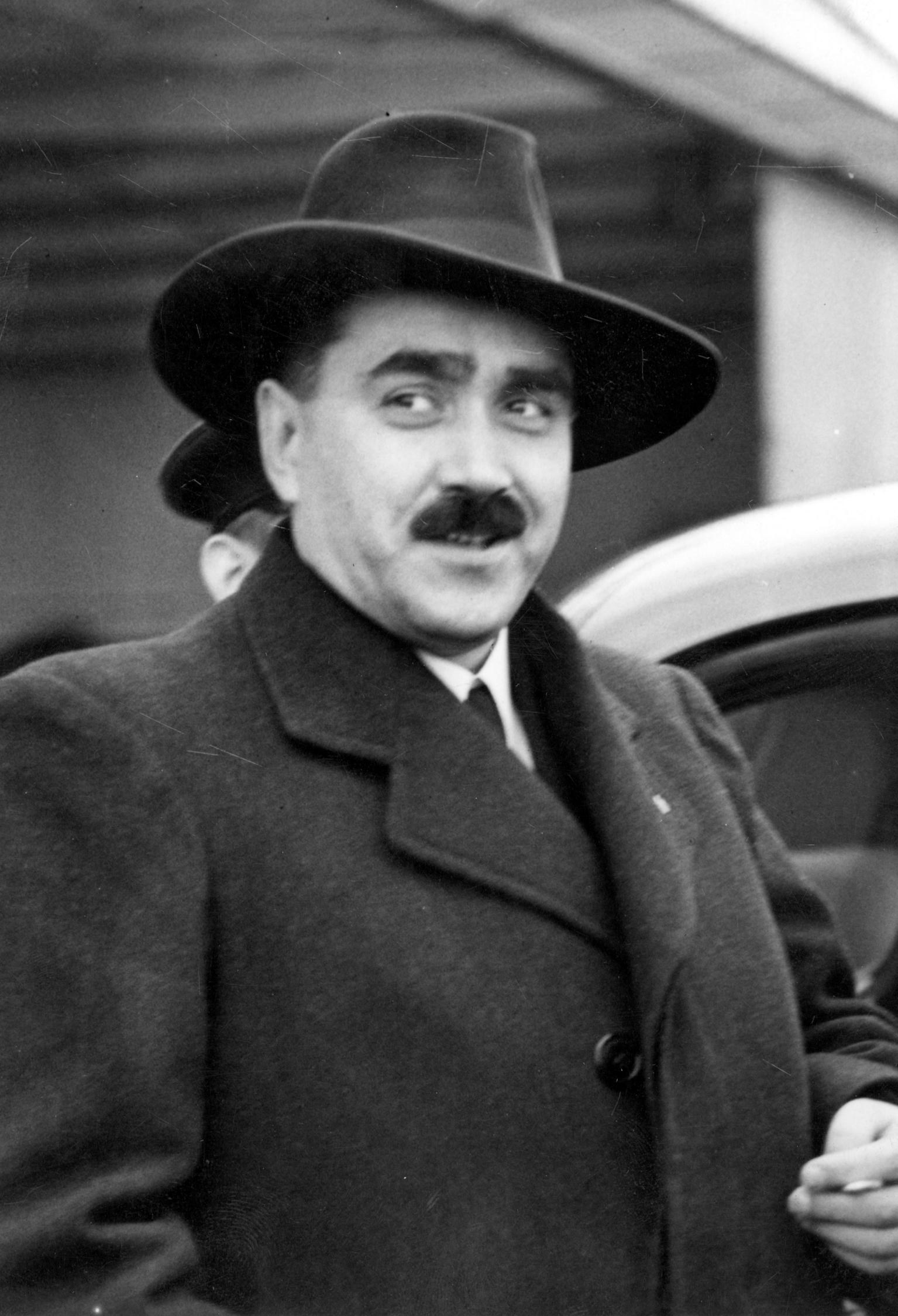
Karol Sidor 1938 in Warschau

Karol Sidor (* 16. Juli 1901 in Ružomberok (Österreich-Ungarn); † 20. Oktober 1953 in Montreal) war ein slowakischer Publizist, Autor und Politiker, Großneffe und enger Mitarbeiter Andrej Hlinkas und Vertreter des radikalen polonophilen Flügels der Ludaken.
Ab Oktober 1938 war er Minister für slowakische Angelegenheiten und Vizeministerpräsident der tschechoslowakischen Zentralregierung in Prag. Außerdem wurde er am 6. Oktober 1938 auf Lebenszeit zum ersten Oberbefehlshaber der Hlinka-Garde ernannt. Im März 1939 war er nach der Absetzung Jozef Tisos für einige Tage Ministerpräsident des Autonomen Landes Slowakei.
Nach der slowakischen Unabhängigkeit fungierte Sidor kurz als Innenminister, dann als Gesandter des Slowakischen Staates beim Vatikan. Nach dem Zweiten Weltkrieg wurde er eine der führenden politischen Persönlichkeiten der Exilslowaken.

## Ausbildung und Werdegang
Sidor besuchte die Volksschule in Ružomberok und danach das piaristische Gymnasium. Als Junge wurde er ein Bewunderer des örtlichen Pfarrers Andrej Hlinka und war auch einer seiner Ministranten. Als 18-jähriger Student organisierte Sidor im Jahr 1919 als Protest gegen die Verhaftung Hlinkas in Böhmen einen Studentenstreik.
Als Strafe wurde er aus der Mittelschule ausgeschlossen. Er begann ein Studium an der Karls-Universität in Prag, das er aber um der großen Politik und des Journalismus willen nicht beendete. Schon im Januar 1920 nahm Sidor eine Vollzeitstelle als Redakteur der Parteizeitung der Ludaken Slovák auf.
Er war beteiligt an der Entstehung der Organisation Orol (dt. Adler), arbeitete in der Studentenbewegung, im Verein Slowakischer Künstler, in der Gemeinschaft des Slowakischen Nationaltheaters, in der Gemeinschaft des Heiligen Vojtech und im organisatorischen und administrativen Apparat der HSĽS.
1935 wurde Sidor Abgeordneter der HSĽS in Prag.

## Politiker der slowakischen Autonomiebewegung
In den 1930er-Jahren erhielt Sidor, der sich vor allem auf die jüngere Generation der Partei stützen konnte, nach und nach den mehrheitlichen Rückhalt in der Partei. Zurückzuführen ist das vor allem darauf, dass Sidor politisch radikaler agierte als sein innerparteilicher Konkurrent Jozef Tiso und Kompromisse ablehnte. Einer Regierungsbeteiligung der Ludaken setzte Sidor die Erfüllung des Pittsburgher Abkommens voraus, in dem den Slowaken eine weitreichende Autonomie innerhalb der Tschechoslowakei zugesichert worden war. Sidor lehnte eine „Kabinettspolitik“ ab und verließ sich auf einen eindeutigen und geduldig beschrittenen politischen Kurs.
Es gelang ihm, um sich Leute zu scharen, die ihn als den natürlichen Führer der Partei ansahen. Außenpolitisch trat Sidor immer wieder für eine enge Anbindung an Polen bzw. nach einer eventuellen slowakischen Unabhängigkeit, für eine polnisch-slowakische Konföderation ein. Bei diesen Bestrebungen wurde Sidor von führenden polnischen Politikern unterstützt.
Zum großen Konflikt mit Tiso kam es 1935, als nach dem Rücktritt von Tomáš Garrigue Masaryk als Staatspräsident der Tschechoslowakei die Stimmen der Ludaken über den neuen Präsidenten entschieden. Sidor favorisierte den Kandidaten der Agrarier Bohumil Němec, weil er es für einen strategischen Vorteil für die slowakische Autonomie hielt, den Tschechoslowakisten Edvard Beneš loszuwerden. Tiso wiederum unterstützte Beneš. Tisos Linie setzte sich am Ende durch und Beneš wurde Staatspräsident. Als Protest gegen die Unterstützung von Beneš durch seine Partei legte Sidor sein parlamentarisches Mandat nieder.
Auf dem Parteitag der HSĽS 1936 konnte Sidor die Mehrheit der Partei für sich und seinen Oppositionskurs gewinnen, da Beneš auch nach seiner Wahl zum Staatspräsidenten nicht bereit war, vom Tschechoslowakismus als Staatsdoktrin abzulassen. Sidor setzte im Parteiprogramm durch, dass keine erneute Regierungsbeteiligung der HSĽS zugelassen wurde, bevor der Slowakei die im Pittsburger Abkommen zugesicherte Autonomie gewährt wurde. Nach diesem Parteitag favorisierte Andrej Hlinka definitiv Sidor in der Nachfolgefrage der Partei.
Um Sidor die Nachfolge zu sichern, erstellte Hlinka im Jahr 1937 ein Testament, in dem er Sidor Anteile an der Gesellschaft „Andrej“ vermachte, deren hundertprozentiger Inhaber er war. Diese Gesellschaft besaß die Druckereien und Presseorgane der Partei. Nach Hlinkas Tod im August 1938 war Jozef Tiso zwar formal Parteichef, die eigentliche Macht lag aber in den Händen Sidors. Nach der ersten Parteisitzung nach Hlinkas Tod entstand eine stürmische Debatte, in der mehrere Parteimitglieder die Authentizität von Hlinkas Testament in Frage stellten. Die Parteiführung nahm dann den Vorschlag Sidors an, die Funktion des Parteivorsitzenden aus Achtung vor Hlinka für ein Jahr unbesetzt zu lassen.
Im September 1938 forderten Präsident Beneš und die tschechoslowakische Zentralregierung die Ludaken erneut intensiv zu Verhandlungen auf, um den Nationalitätenkonflikt im Land zu entschärfen. Daraufhin entsandte die Hlinka-Partei eine Delegation, bestehend aus Jozef Tiso, Martin Sokol und Karol Sidor. Doch da die tschechischen Parteien und auch Präsident Beneš weiterhin nicht bereit waren, den Slowaken mehr als eine bescheidene Kulturautonomie mit nur sehr geringen Kompetenzen für den slowakischen Landtag in Bratislava einzugestehen, scheiterten die Verhandlungen erneut.
Nach dem Abkommen von Žilina vom 6. Oktober 1938 über die Autonomie der Slowakei wurde Jozef Tiso Ministerpräsident. Karol Sidor lehnte diese Funktion wie auch die Beteiligung an der autonomen Regierung ab und wurde Vorsitzender des Zentralen Nationalausschusses, der die Aktivitäten der lokalen und städtischen Nationalausschüsse leitete und koordinierte. Diese hatten die Möglichkeit, die Ausführung der Entscheidungen der Bezirks- oder Stadtämter zu beenden oder zu unterbinden. Keine Entscheidung durfte ohne Verhandlungen mit dem Nationalausschuss angenommen werden. Sidor schuf sich so eine eigene parallele Machtstruktur, die aber legal agierte. Außerdem wurde Sidor Vizevorsitzender der Zentralregierung und somit einziger Vertreter der Slowaken in Prag. Es war absehbar, das der Kampf um die Nachfolge Hlinkas bald entschieden werden würde.
Am 1. Dezember 1938 wurde Sidor Minister ohne Geschäftsbereich und Vizevorsitzender der Regierung Rudolf Beran I in Prag und vertrat gemeinsam mit Jozef Sivák die autonome Slowakei im Abgeordnetenhaus. Außerdem war er Oberbefehlshaber der von ihm gegründeten paramilitärischen Hlinka-Garde. Zu Beginn des Jahres 1939 unterbreitete Sidor den Vorschlag, diejenigen tschechischen Staatsangestellten, die weiterhin in der Slowakei blieben, von der Prager Regierung bezahlen zu lassen, womit die Slowakei 400 Millionen Kronen einsparen würde. Damit verfolgte er auch die Absicht, einen Beitrag zur Konsolidierung der Verhältnisse zu leisten und die Forderung „nach Entfernung aller Tschechen aus slowakischen Ämtern“ zu entschärfen.

## Oberbefehlshaber der Hlinka-Garde

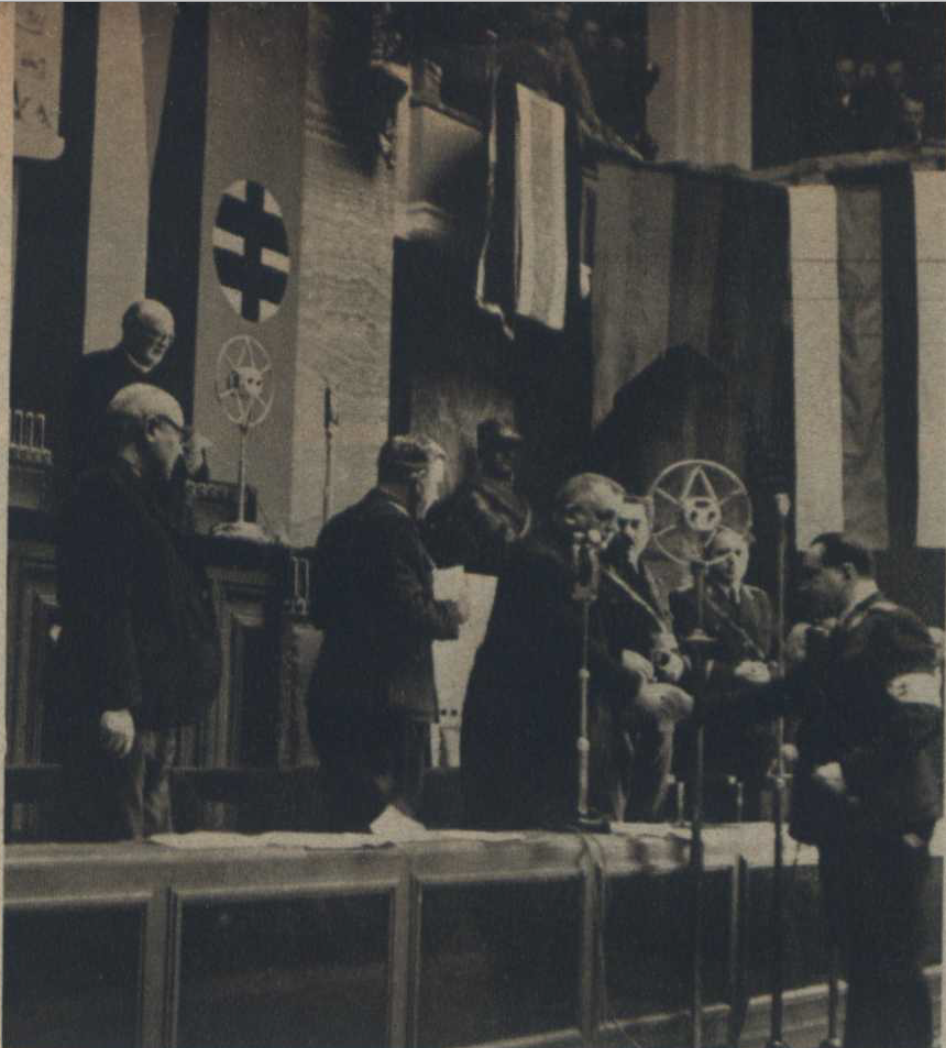
Sidor legt vor Ministerpräsident Tiso sein Abgeordneteneid ab (1939)

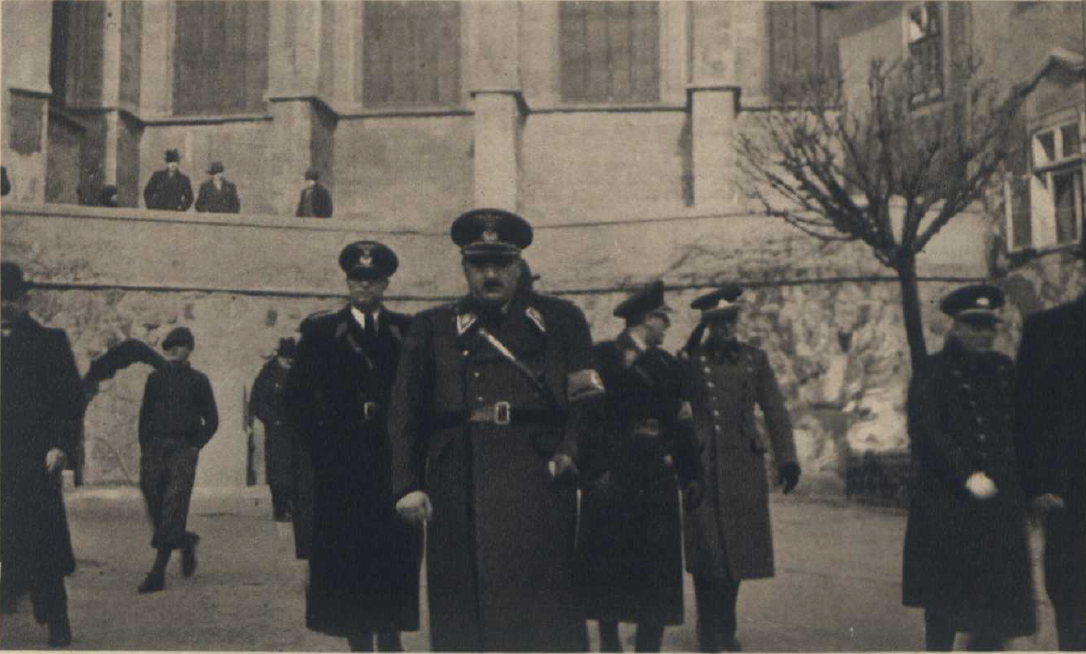
Sidor (Mitte) in gardistischer Uniform (1939)

Am 7. Oktober 1938 wurde von Karol Murgaš und Ján Dafčík in Bratislava offiziell die Hlinka-Garde gegründet. Der in der Bevölkerung beliebte Sidor wurde zu deren Oberbefehlshaber auf Lebenszeit ernannt. Die Garde galt Sidor insbesondere als persönliches Machtinstrument gegenüber seinem größten innerparteilichen Rivalen Jozef Tiso, der nach Hlinkas Tod formal die Führung der Partei übernahm.
Dies wurde auch von Tiso erkannt, der die Hlinka-Garde bereits am 13. Oktober 1938 als „Sidors Schlägerorganisation“ kritisierte und die Auflösung der „Nebenregierung des Herrn Sidor“ forderte.
Unter der Führung Sidors wurde die Hlinka-Garde zu einer der wichtigsten Stützen der Ludaken bei der Errichtung eines autoritären Einparteienregimes.
Nachdem Sidor auf Druck der Nazis am 14. März 1939 aus der großen Politik ausschied, übernahm sein bisheriger Stellvertreter Alexander Mach den Oberbefehl über die Garde.

## Ministerpräsident der Slowakei während der Märzkrise 1939
Im März 1939 verkomplizierte sich die Situation in der Slowakei, als sich die Zentralregierung in Prag – ohne Sidors Wissen, aber mit Wissen der Deutschen – entschied, am 9. März die Slowakei militärisch zu besetzen und Tisos autonome Regierung aufzulösen. Die Tschechen tappten so in die Falle der Deutschen, die die militärische Besetzung der Slowakei durch tschechische Gendarmerie und Soldaten als Vorwand für die „Zerschlagung der Rest-Tschechei“ ausnützen wollten. Am ersten Jahrestag des Anschlusses Österreichs am 12. März 1939 war die deutsche Führung bereit, die Slowaken zur Ausrufung der Unabhängigkeit zu zwingen und nachträglich Tschechien zu besetzen.
Doch Sidor reiste sofort nach der militärischen Besetzung der Slowakei nach Bratislava und begann zu handeln. Nach einer Einschätzung der Situation legte er am 10. März Präsident Emil Hácha ein Ultimatum vor, nachdem er sofort seine Demission von der Zentralregierung einreichen werde, falls die militärischen Einheiten in der Slowakei nicht seinem Oberbefehl unterstellt würden. Außerdem gab er Hácha bekannt, dass er die Auflösung der autonomen slowakischen Regierung für verfassungswidrig halte. Sidor verhandelte im Laufe eines Tages mit dem Kommando der tschechischen Okkupationseinheiten in der Position des Vizevorsitzenden der Zentralregierung.
Am Abend hatte Sidor die Lage bereits derart unter Kontrolle, dass Tiso Sidor persönlich als neuen Ministerpräsidenten der autonomen Slowakei vorschlug. Um Mitternacht berichtete Sidor im Rundfunk in Bratislava über seine Forderungen gegenüber Staatspräsident Hácha und gab bekannt, dass die Situation in der Slowakei unter seine Kontrolle falle. Bis zum Mittag des 11. März war die Slowakei bereits vollständig unter Sidors Kontrolle. Innerhalb von 24 Stunden gelang es ihm die Initiative zu ergreifen, Unruhen zu verhindern und die Situation zu konsolidieren.
Am Abend des 11. März ernannte Präsident Hácha die neue slowakische Regierung mit Karol Sidor an der Spitze.
Die deutsche Führung war von der Situation schockiert. Ihr Szenario, in der Slowakei eine Anarchie zu provozieren, ging nicht auf. Den gesamten 11. März über versuchten die Deutschen Sidor zu überzeugen, die Unabhängigkeit der Slowakei auszurufen. Vor Petržalka an der Donau, entlang der die Grenze zum Deutschen Reich verlief, standen zwei deutsche Panzerdivisionen bereit, die aus Sidors Kanzlei zu sehen waren.
Die Vertreter des prodeutsch eingestellten radikalen Flügels der Hlinka-Partei übten Druck auf Sidor aus, die Unabhängigkeit auszurufen, da „die Slowakei sich militärisch gegen das Deutsche Reich nicht verteidigen kann“. Sidor saß auf einem Sessel und rauchte ruhig Zigaretten. Er schätzte die Situation richtig ein und wusste, dass die Deutschen für ein militärisches Eingreifen eine Bitte der slowakischen Seite brauchten, und diese war Sidor nicht bereit auszusprechen. Auf die dauernden Ersuchen der deutschen Botschafter erwiderte Sidor:

„Ich werde es nicht auf mich nehmen, dass mich das ganze Volk verflucht, dass ich ihnen das deutsche Joch auferlegt habe!“

Die anderen versuchte Sidor mit den Worten zu beruhigen, dass die Deutschen, wenn sie beabsichtigen würden in der Slowakei einzumarschieren, dies auch ohne formale Bitte der Slowaken längst getan hätten. In der Nacht änderte die deutsche Führung die Taktik und Adolf Hitler entsandte eine Delegation zu Sidor und Tiso nach Bratislava, die aus dem Reichsstatthalter der Ostmark Arthur Seyß-Inquart, dem Gauleiter von Nieder-Donau Josef Bürckel, dem Staatssekretär des Auswärtigen Amtes Wilhelm Keppler und fünf deutschen Generälen bestand. Nach einer kurzen Zeit bat Bürckel Sidor um ein Gespräch unter vier Augen und forderte ihn auf:

„Sie sollen jetzt Unabhängigkeit der Slowakei ausrufen. Falls Sie Angst haben, es hier in Bratislava zu tun, kommen Sie mit uns nach Wien. Wir betrachten Sie als den Führer der Slowakei und was der Führer der Slowakei befiehlt, muss jeder annehmen, die Partei wie auch der Landtag, weil dies der Wille des Führers ist!“

Doch Sidor lehnte genau wie Tiso die Unabhängigkeitserklärung ab. Hitlers Emissäre verließen danach den Raum. Während dieses nächtlichen Gesprächs sendete der Rundfunk in Wien slowakische Lieder und machte ununterbrochen die Zuhörer darauf aufmerksam, dass noch eine wichtige Meldung – die Slowakei betreffend – zu erwarten sei. Doch die Meldung kam nicht.
Am 13. März versuchten die deutschen Agenten in Bratislava eine Terrorwelle heraufzubeschwören. Im Zentrum der Stadt explodierte eine Bombe. Es wurden deutsche Agenten festgenommen, die auch vor Sidors Haus eine Bombe platziert hatten. Sidor gelang es erneut, die Situation unter Kontrolle zu bringen. Allerdings war mittlerweile Jozef Tiso auf Einladung Hitlers zu Verhandlungen nach Berlin geflogen. Am nächsten Tag berief der tschechoslowakische Präsident Hácha auf Ersuchen Tisos den slowakischen Landtag ein. Es war absehbar, dass das einzige Thema dieser Sondersitzung die Verhandlungen zur slowakischen Unabhängigkeit sein würden.
Am Beginn der Sitzung trat Sidor als Regierungschef der Slowakei auf und erklärte, dass er in Anbetracht der internationalen Situation seinen Rücktritt einreiche und Jozef Tiso mit der neuen Regierungsbildung beauftrage. Nach der nachfolgenden Erklärung Tisos über sein Treffen mit Hitler wurde das Dilemma klar: entweder die Ausrufung eines unabhängigen Staates unter deutschem „Schutz“ oder eine Aufteilung der Slowakei zwischen Deutschland, Ungarn und Polen. Der slowakische Landtag entschied sich daraufhin für das kleinere Übel.
Karol Sidor erhielt zunächst das Innenministerium im neuen Staat, legte aber schon am nächsten Tag seinen Rücktritt ein, da die deutsche Führung ihm misstraute und er die slowakische Regierung mit seiner Anwesenheit nicht belasten wollte.
Am 14. März 1939 verabschiedete sich Sidor aus der großen Politik. Er ging nun, als 37-Jähriger am Gipfel seiner Macht und Popularität angelangt.

## Gesandter der Slowakei im Vatikan
Sidor knüpfte von Beginn seines Vatikanaufenthaltes an enge Kontakte zum polnischen Vatikangesandten Kazimierz Papée sowie der italienischen antifaschistischen Opposition um Alcide De Gasperi und Guido Gonella. Ab 1943 suchte er intensiv nach Möglichkeiten, um zu den westlichen Alliierten Zugang zu gewinnen.
Dadurch wollte er verhindern, dass die Tschechoslowakei unter Beneš erneuert und unter sowjetischen Einfluss fallen würde. Gemeinsam mit seinen Anhängern in der Slowakei plante er, im geeigneten Augenblick einen politischen Umsturz durchzuführen und eine neue, für die westlichen Alliierten annehmbare Koalitionsregierung zu bilden.
Außenpolitisch überlegte Sidor verschiedene katholisch definierte lockere Konföderations- und Allianzpläne, um die Eingliederung der Slowakei in den sowjetischen Block zu verhindern und zumindest auf Umwegen die nationale Staatlichkeit zu retten. Bei seinen Zukunftsplänen stützte er sich vor allem auf den Vatikan. So schrieb er an Bischof Cársky:

„Unsere politische Position beim Heiligen Stuhl ist gut und kann zum erfolgreichen Ausgangspunkt für künftige Aktionen für eine sichere Zukunft der slowakischen Nation und ihres Staates werden. Die Slowaken können nur durch den Katholizismus weltbekannt und nur in Verbindung mit dem Vatikan groß werden, wie all das groß ist, was in ihnen tiefer ist als in anderen Völkern: der Glaube an Gott und die Ergebenheit gegenüber seinem Vertreter auf Erden.“

Eine weitere Stütze sah der traditionell polenfreundliche Sidor in der polnischen Politik. Sidor erklärte in einem Brief an seinen Freund und Gesinnungsgenossen Peter Prídavos, der gleichzeitig der Begründer des Slowakischen Nationalrates in London war, seine Position:

„Das weitere Schicksal unserer Slowakei nach dem Kriege wird in vieler Hinsicht davon abhängen, 1. ob es gelingen wird, das Interesse Polens an diesem Gebiet zu wecken, und 2. ob die Polen genügend Kraft haben werden, ihren Willen auch geltend zu machen.“

Sidor nahm an, dass auch die zahlreichen und gut organisierten slowakischen Auswanderer in den USA zugunsten ihres Ursprungslandes wirksam eintreten könnten, überschätzte allerdings bei weitem die Möglichkeiten der slowakisch-amerikanischen Minderheit.

## Politischer Führer der Exilslowaken
Im Oktober 1948 vereinigte Sidor demokratische slowakische Kräfte im Ausland zum Slowakischen Nationalrat und wurde dessen Vorsitzender. Anfang 1950 emigrierte er nach Kanada und war bis zu seinem Tod eine der führenden slowakischen Persönlichkeiten in der Politik auf dem amerikanischen Kontinent.
Politisch polarisierten sich die Exil-Slowaken nach dem Krieg vor allem in die zwei Hauptlager um Karol Sidor und Ferdinand Ďurčanský. Ďurčanský und seine Anhänger im Slowakischen Aktionsausschuss gingen von einem rechtlichen Fortbestand des Slowakischen Staates aus. Sidors Anhängerschaft, organisiert im Slowakischen Nationalrat im Ausland (slowakisch: Slovenská národná rada v zahraničí, kurz SNRvZ) – darunter vor allem ehemalige Diplomaten der Slowakei in neutralen Staaten – schätzte die Lage realistischer ein.
Sie glaubten nicht an eine Kontinuität des Slowakischen Staates, da dieser bereits 1941 bis 1942 von den meisten Alliierten nicht mehr anerkannt worden war. Sidor war im Unterschied zu Ďurčanský davon überzeugt, dass die Nachkriegsordnung noch Jahrzehnte andauern könne und dass der slowakische Widerstand im Ausland die demokratisch-westliche Welt auf die Situation der Slowaken im kommunistischen Regime aufmerksam machen müsse.
Zu Jahresbeginn 1952 erkrankte Sidor schwer, ließ aber von seiner intensiven politischen Tätigkeit nicht ab. Er pflegte schriftliche und persönliche Kontakte mit hunderten Exilslowaken weltweit sowie auch mit Exilpolitikern anderer mitteleuropäischer Länder. Am 20. Oktober 1953 erlag Sidor seiner Krankheit. Das großorganisierte Begräbnis folgte am 24. Oktober 1953.

## Beurteilung
Nach dem Münchner Abkommen im September 1938 hatte sich Sidor auf einen Separationskurs festgelegt und konnte somit zum radikalen Flügel der Ludaken gezählt werden.
Am 11. Oktober 1938 erklärte Sidor in einem Interview, er habe schon 1921 in der Zeitung Slovák geschrieben:

„Wir Jungen wollen in der Slowakei einen Gott, eine Nation, eine Kirche, eine Partei und das werden wir auch erreichen!“

Noch im Februar 1939 hatten die Nationalsozialisten Bürckel und Seyß-Inquart in ihm den für die deutsche Zielsetzung geeignetsten Mann gesehen. Ihnen entging aber, dass Sidor eine Anlehnung an Polen befürwortete. Dadurch entfernte er sich von den germanophilen Radikalen um Vojtech Tuka und Alexander Mach, stand aber gleichzeitig im Gegensatz zu Jozef Tiso.
Der slowakische Historiker Martin Lacko wertet Sidors journalistische und literarische Errungenschaften im Kampf um die slowakische Autonomie innerhalb der Tschechoslowakei positiv. Lacko kritisiert jedoch Sidors „Naivität bei seiner propolnischen Einstellung“ sowie auch die Tatsache, dass Sidor als Oberbefehlshaber der Hlinka-Garde nicht gegen Gardisten vorgegangen ist, die auf eigene Initiative Pogrome an Tschechen und Juden verübt haben.
Der slowakische Historiker Róbert Letz wiederum spricht Sidor zugute, dass er im Kampf um die Autonomie der Slowakei religiös-konfessionale Grenzen überschritt und versuchte Katholiken wie Protestanten im „autonomistischen Kampf“ zu einen. Gleichzeitig kritisiert Letz Sidors Hang zu autoritären konservativen Systemen, die aus der christlichen Morallehre abgeleitet wurden.

## Werk
- Kliatba nenarodených (1922), literárny debut, zbierka noviel so sociálnou tematikou
- Kysuca (1925), historická povesť
- Slováci v zahraničnom odboji (1928)
- Andrej Hlinka 1864–1926 (1934)
- Sedem týždňov (1935)
- Masakra v Černovej
- Slovenská politika na pôde pražského snemu 1918–1938
- Ako vznikal Slovenský štát
- Šesť rokov vo Vatikáne (1947)